# Vincenzo Cantatore
Vincenzo Cantatore (Bari, 22 febbraio 1971) è un ex pugile italiano, campione europeo e mondiale WBU dei Pesi massimi leggeri di pugilato.

## Biografia
Nasce a Bari nel quartiere periferico di Santo Spirito. Vive la prima infanzia a Ginosa, comune della provincia di Taranto. All'età di 5 anni si trasferisce a Roma che diviene la sua città di adozione.

### Carriera da dilettante
Si avvicina per la prima volta al pugilato, spinto dal padre, all'età di tredici anni e, una volta maggiorenne, comincia la trafila nei dilettanti. Nel 1990 si laurea campione italiano dei pesi massimi battendo, nel corso del torneo, Paolo Vidoz. Doppia il successo nel 1992 battendo in finale, ai punti, il boxeur milanese Giacobbe Fragomeni.
Convocato per le Olimpiadi di Barcellona 1992, lascia il ritiro azzurro prima della fine dei giochi, in polemica con gli altri pugili del team. In precedenza aveva battuto la futura medaglia d'argento Daniel Petrov.

### Carriera da professionista
Nel 1993 passa professionista e, dopo appena due anni, con pochi match all'attivo, ottiene la sua prima chance tricolore, ma viene battuto per KO dal milanese Francesco Spinelli al quinto round. Nel 1996 si prende la rivincita con lo stesso pugile, e conquista per la prima volta il titolo italiano dei pesi massimi per ferita all'undicesima ripresa.
Dopo un assalto infruttuoso al titolo europeo, scende nella categoria dei pesi massimi-leggeri e, nel 1998, conquista il mondiale WBU mandando al tappeto il campione in carica Andy Sample. Difende la cintura per la prima volta nel 1999, al PalaMazzola di Taranto, contro l'imbattuto Dirk Wallyn. Poi, sempre nello stesso anno, contro Terry Ray e Damon Reed, vincendo entrambi gli incontri prima del limite.
Nel 2000 tenta la scalata al titolo internazionale WBC e lo conquista sbarazzandosi in soli tre minuti del brasiliano Rogerio Lobo. Difende la cintura per tre volte, prima di soccombere, nel 2002, allo sfidante Wayne Braithwaite.
Nel dicembre 2004, divenuto primo nelle classifiche di merito EBU, ottiene il diritto a sfidare il campione europeo in carica Pietro Aurino. In vista di un derby azzurro con in palio la cintura continentale, la Rai impegna il proprio palinsesto televisivo, ma ancor prima dell'inizio delle trattative, il pugile di Torre Annunziata lascia vacante la cintura per tentare la scalata internazionale nella sigla WBC. Cantatore conquista quindi il titolo vacante affrontando e battendo ai punti il co-sfidante belga Ismail Abdul. Lo difende una sola volta, ottenendo un pari contro il tedesco Rüdiger May, per poi rinunciare a difenderlo nel termine prescritto, a causa di un infortunio al braccio sinistro.
Nel novembre 2005, Cantatore tenta infruttuosamente la scalata al titolo mondiale WBO dei massimi leggeri e perde sul ring di Roma contro il britannico Johnny Nelson. Il mese successivo, Pietro Aurino, diventato nel frattempo campione internazionale per la sigla WBC, chiamato a sostenere una difesa volontaria, lancia la sfida al pugile romano. Ma i due atleti non raggiungono l'accordo economico per la realizzazione dell'incontro.
Il 20 maggio 2006, in occasione del centenario di Primo Carnera, Cantatore organizza una riunione pugilistica a Piazza di Siena, avente come match clou il suo combattimento contro il camerunese Jean Cloud Bikoi (in quell'occasione sale sul ring, per la prima ed unica volta in Italia, il futuro campione italo-tedesco Francesco Pianeta).
Il 22 giugno 2007 Cantatore affronta l'ucraino Alexander Gurov nella suggestiva cornice dei Fori Imperiali di Roma, coinvolgendo lo speaker d'eccezione Pino Insegno ed il cantautore Franco Califano. Nell'occasione si riprende il titolo europeo dei massimi leggeri vincendo ai punti al termine di un incontro infuocato.
Nel novembre 2007 viene sfidato da Silvio Branco     il quale mette in palio la cintura intercontinentale WBA appena conquistata. Cantatore rifiuta, essendo già proiettato verso la difesa del titolo europeo fissata per dicembre.
Il 14 dicembre 2007, al PalaLottomatica di Roma, contro il danese Johny Jensen, Cantatore riempie la struttura in ogni ordine di posto. Nonostante il tifo casalingo, quello che doveva essere un semplice match di rodaggio per poter poi lanciare la sfida mondiale ad Antonio Tarver, si trasforma in una disfatta, con Cantatore che finisce KO nel corso della seconda ripresa. Il 31 dicembre dello stesso anno, per le difficoltà riscontrate a rimanere nei propri limiti di peso, Vincenzo Cantatore annuncia il suo ritiro dal pugilato professionistico.
A settembre del 2014, tuttavia, ancora Silvio Branco, in occasione del proprio ritiro, propone a Cantatore quel match mai disputato negli anni del professionismo, in una sorta di serata d'addio utile a decretare «il miglior pugile romano degli ultimi trent'anni», ma Cantatore declina la sfida dichiarando: «Pur riconoscendo tutto quello che Branco ha fatto sul ring, non lo ritengo un pugile al mio livello. Senza presunzione credo di essere a tutt'oggi un atleta di livello superiore, che fra le altre cose non è mai tornato indietro sulle proprie decisioni: secondo me se uno sportivo decide di ritirarsi, deve rimanere coerente con le sue scelte. Per altro ho fortissimi dubbi sul fatto che, dopo sette anni di inattività, la Federazione possa rilasciarmi il nullaosta per combattere».

### Esperienze televisive
Figura trainante del movimento pugilistico italiano degli anni Novanta, e capace di coinvolgere un seguito considerevole di appassionati, Cantatore ha quasi sempre ottenuto la diretta televisiva e radiofonica sia per i match combattuti oltreoceano che per quelli disputati in Italia. È stato inoltre ospite e opinionista in alcune trasmissioni televisive Rai e Mediaset.
Nel 2004 ha fatto parte del cast di Questa Domenica, nota trasmissione di Canale 5.
Nel 2005 è stato protagonista di un docufilm intitolato "A pugni chiusi, a cuore aperto" diretto da Stefano Calvagna e dedicato alla vita del pugile, ripreso durante gli allenamenti, gli incontri e la vita privata.
Nel 2008 è stato tra i concorrenti del reality show Uomo e gentiluomo, condotto da Milly Carlucci su Rai 1, format durato solo una puntata a causa degli ascolti bassi.
Nel 2009, su Italia 1, è stato commentatore della terza edizione del reality La talpa, condotto da Paola Perego.
Dal 2012 al 2015 è stato impegnato come attore nella serie televisiva di R.I.S. Roma Delitti Imperfetti.
Nella fiction del 2014 di Rai Uno Mister Ignis - L'operaio che fondò un impero, avente ad oggetto la vita di Giovanni Borghi, ha interpretato la parte del pugile Guido Mazzinghi.
L'11 gennaio 2015, ha partecipato come concorrente ad una puntata della trasmissione televisiva Avanti un altro!.

### Carriera di preparatore atletico di calcio
Il 4 luglio del 2019, viene annunciato nello staff tecnico dell'amico Siniša Mihajlović al Bologna, come attività complementare alla performance con indirizzo psico-motorio. Viene riconfermato nel ruolo fino alla stagione 2020/2021.

### Vita privata
Cantatore è sposato e ha due figlie. Nel 2010 si è laureato in Scienze politiche all'Università degli Studi di Parma, con voto di 100/110 discutendo una tesi dal titolo "Lo sport nella Società".
Appassionato di motociclismo, tifoso della Honda e di Max Biaggi. Segue con interesse anche il calcio ed è stato a lungo fedele abbonato della Roma tanto che il 16 aprile 2009, nell'ambito della manifestazione "Sette Colli Romanisti", ha ricevuto il premio 'Tifoso eccellente' per la sua fede ai colori della società.